# Ямищі (Новоржевський район)
Ямищі (рос. Ямищи) — присілок в Новоржевському районі Псковської області Російської Федерації.
Населення становить 17 осіб. Входить до складу муніципального утворення Вехнянська волость.

## Історія
Від 2015 року входить до складу муніципального утворення Вехнянська волость.

## Населення
| 2001 | 2002 | 2010 |
| ---- | ---- | ---- |
| 29   | ↗41  | ↘17  |